# Tân Lập, Hướng Hóa
Tân Lập là một xã thuộc huyện Hướng Hóa, tỉnh Quảng Trị, Việt Nam.
Xã Tân Lập có diện tích 19,1 km², dân số năm 2017 là 4.952 người, mật độ dân số đạt 260 người/km².
Tân Lập là một xã nông thôn miền núi, cơ cấu kinh tế chủ yếu là sản xuất nông nghiệp, điều kiện thổ nhưỡng tương đối  thuận lợi cho việc phát triển chăn nuôi và trồng trọt.
Các dân tộc sinh sống chủ yếu là người Kinh (ở các thôn) và người Vân Kiều (ở các bản).

## Hành chính
Xã Tân Lập được chia thành 7 thôn: Bản Bù, Bản Cồn, Bản Làng Vây, Tân Sơn, Tân Tài, Tân Thuận, Tân Trung.

## Lịch sử
- Thôn Tân Sơn: được thành lập năm 1975 sau khi giải phóng đất nước bởi người dân đi kinh tế mới từ Xã Triệu Sơn, huyện Triệu Phong.
- Thôn Tân Tài: được thành lập năm 1975 sau khi giải phóng đất nước bởi người dân đi kinh tế mới từ xã Triệu Tài, huyện Triệu Phong.
- Thôn Tân Thuận: được thành lập năm 1975 sau khi giải phóng đất nước bởi người dân đi kinh tế mới từ xã Triệu Thuận, huyện Triệu Phong.
- Thôn Tân Trung: được thành lập năm 1975 sau khi giải phóng đất nước bởi người dân đi kinh tế mới từ xã Triệu Trung, huyện Triệu Phong.

## Kinh tế
Qua 5 năm tổ chức thực hiện Nghị quyết Đại hội Đảng bộ xã lần thứ X nhiệm kỳ 2010-2015, vượt qua những khó khăn, thử thách, cán bộ, đảng viên và nhân dân xã Tân Lập đã cùng nhau đoàn kết, nỗ lực phấn đấu giành được nhiều kết quả quan trọng trên tất cả các lĩnh vực. Kinh tế - xã hội, Quốc phòng – an ninh của địa phương tiếp tục được phát triển, hầu hết các chỉ tiêu chủ yếu đều đạt và vượt kế hoạch đã đề ra. Cơ sở hạ tầng được quan tâm đầu tư xây dựng phục vụ cho nhân dân thuận lợi trong sản xuất kinh doanh và trong sinh hoạt hàng ngày. Hoạt động văn hóa xã hội được đẩy mạnh và có nhiều tiến bộ. Đời sống của nhân dân cả vật chất lẫn tinh thần được nâng cao. Công tác Quốc phòng- an ninh luôn được giữ vững. Nhiệm vụ xây dựng Đảng, nâng cao sức chiến đấu của tổ chức Đảng và đảng viên gắn với việc nâng cao chất lượng, hiệu quả hoạt động của hệ thống chính trị từ xã đến các thôn, bản  góp phần giúp Đảng bộ xã đạt được nhiều kết quả quan trọng.
Được sự quan tâm đầu tư xây dựng của các cấp, các ngành ở địa phương, phấn đấu cuối năm 2017 xã Tân Lập về đích xây dựng NTM.